# Ptochophyle medioplaga
Ptochophyle medioplaga là một loài bướm đêm trong họ Geometridae.